# دیوید سوتو
دیوید سوتو (انگلیسی: David Soto؛ زادهٔ ۱۶ اکتبر ۱۹۹۳) بازیکن فوتبال اهل اسپانیا است.
از باشگاه‌هایی که در آن بازی کرده‌است می‌توان به باشگاه فوتبال سلتاویگو اشاره کرد.